# Frank Teuteberg
Frank Teuteberg (* 1970 in Uslar) ist ein deutscher Universitätsprofessor für Wirtschaftsinformatik. Seit 2007 hat er das Fachgebiet für Unternehmensrechnung und Wirtschaftsinformatik an der Universität Osnabrück inne.

## Karriere
Nach dem Studium der Betriebswirtschaftslehre war Frank Teuteberg von 1996 bis 2001 wissenschaftlicher Mitarbeiter und von 2001 bis 2004 wissenschaftlicher Assistent (C1) am Lehrstuhl für Wirtschaftsinformatik der Europa-Universität Viadrina bei Karl Kurbel.
Teuteberg promovierte 2001 bei Karl Kurbel mit der Dissertationsschrift Agentenbasierte Informationserschließung im World Wide Web unter Einsatz von Künstlichen Neuronalen Netzen und Fuzzy-Logik.
Von April 2004 bis Oktober 2007 leitete Teuteberg die Juniorprofessur E-Business und Wirtschaftsinformatik an der Universität Osnabrück. Seine Evaluierung als Juniorprofessor schloss er im Jahre 2006 ab. Es folgten weitere Rufe auf eine Universitätsprofessur für Information Systems an die Private Hanseuniversität in Rostock (2007), auf eine Universitätsprofessur für BWL/Unternehmensrechnung und Wirtschaftsinformatik an die Universität Osnabrück (2007), auf eine Universitätsprofessur für Wirtschaftsinformatik an die Leopold-Franzens-Universität in Innsbruck (2008), auf eine Universitätsprofessur für Wirtschaftsinformatik, insbesondere Informations- und Geschäftsprozessmanagement an die Technische Universität Chemnitz (2011) sowie auf eine Universitätsprofessur für Unternehmensrechnung und Wirtschaftsinformatik an die Universität Osnabrück (2011).
Seit 2007 ist Teuteberg Inhaber des Lehrstuhls für Unternehmensrechnung und Wirtschaftsinformatik (UWI) an der Universität Osnabrück.
Die Schwerpunkte seiner Forschungsarbeiten sind eHealth, Industrie 4.0, Augmented Reality, Cloud Computing, Blockchain, Mensch-Technik-Interaktion, Digitale Gesellschaft/Digitale Transformation, Open Innovation sowie Smart Service Systems.
Teuteberg zählt zu den „top 1 % der forschungsstärksten Wissenschaftler der BWL“ sowie zur „top 10 der forschungsstärksten Wirtschaftsinformatik-Professoren“ im Raum Deutschland, Österreich, Schweiz (in Niedersachsen ist Teuteberg der forschungsstärkste Wirtschaftsinformatik-Professor) im Ranking der WirtschaftsWoche. Basis dieser Bestenliste ist eine Analyse der wissenschaftlichen Publikationen der Jahre 2014 bis 2018 von über 2500 Wissenschaftlern der BWL  im Raum Deutschland, Österreich, Schweiz mittels des Zeitschriftenratings VHB-Jourqual3.
Teuteberg ist Sprecher der Profillinie 1 Digitale Gesellschaft – Innovation – Regulierung an der Universität Osnabrück. Er war Conference Chair der 12. Internationalen Tagung Wirtschaftsinformatik, die vom 4. bis 6. März 2015 an der Universität Osnabrück stattfand.
Parallel zu seiner akademischen Laufbahn bekleidet Teuteberg Geschäftsführungspositionen in der Privatwirtschaft. Gemeinsam mit Thomas Nerlinger ist Teuteberg beispielsweise als Geschäftsführer der im Jahr 2022 gegründeten Wissenschafts- und Innovationsberatung synovacom GmbH mit Sitz in Osnabrück tätig.

## Projekte (Auswahl)
- Dorfgemeinschaft 2.0: BMBF-Projekt 2015–2020[7]
- SoDigital: BMBF/ESF-Projekt 2019–2022[8]
- ReKo: G-BA-Projekt 2019–2023[9]
- Apotheke 2.0: BULE-Projekt 2019–2021[10]
- va-eva: Hochschuleigenes Projekt 2018–2021[11]
- eCoInnovate IT: MWK/VolkswagenStiftung-Projekt 2015–2018[12]
- XR Job Crafting: BMBF-Projekt 2022–2025

## Schriften (Auswahl)
- F. Teuteberg: Agentenbasierte Informationserschließung im World Wide Web unter Einsatz von Künstlichen Neuronalen Netzen und Fuzzy-Logik. Eul-Verlag, Lohmar, Köln 2001, ISBN 978-3890128733
- B. Funk, Niemeyer, J. Marx Gomez, F. Teuteberg: Geschäftsprozessintegration mit SAP – Fallstudien zur Steuerung von Wertschöpfungsprozessen entlang der Supply Chain. Springer Verlag, Berlin, Heidelberg 2010, ISBN 978-3642127205
- T.D. Oesterreich, F. Teuteberg: Behind the scenes: Understanding the socio-technical barriers to BIM adoption through the theoretical lens of information systems research. in: Technological Forecasting and Social Change, Vol. 146, pp. 413-431, 2019. doi:10.1016/j.techfore.2019.01.003
- T.D. Oesterreich, F. Teuteberg: Understanding the implications of digitisation and automation in the context of Industry 4.0: A triangulation approach and elements of a research agenda for the construction industry. in: Computers in Industry, Vol. 83, pp. 121-139, 2016
- A. Jede, F. Teuteberg: Understanding Socio-Technical Impacts Arising from Software-as-a-Service Usage in Companies: A Mixed Method Analysis on Individual Level Data. in: Business & Information Systems Engineering (BISE), Vol. 58, pp. 161-176, 2016
- B. Martens, F. Teuteberg: Decision-Making in Cloud Computing Environments - A Cost and Risk Based Approach. in: Information Systems Frontiers, Vol. 14, No. 4, pp. 871-893, 2012. doi:10.1007/s10796-011-9317-x
- F. Teuteberg: Experimental Evaluation of a Model for Multilateral Negotiation with Fuzzy Preferences on an Agent-based Marketplace. in: Electronic Markets: The International Journal of Electronic Commerce & Business Media, Vol. 13, No. 1, pp. 21-32, 2003. doi:10.1080/1019678032000062249